# Jardín botánico de la universidad Wageningen
El Jardín botánico de la universidad de Wageningen en holandés : Botanische Tuinen Universiteit Wageningen, es un jardín botánico (antiguo Campus Dreijen) y arboreto satelital (Arboretum Belmonte), que es propiedad de la Universidad de Wageningen y se encuentra en el antiguo Campus Dreijen de la universidad, Wageningen Holanda. 
Su código de reconocimiento internacional como institución botánica, así como las siglas de su herbario es WAG.

## Localización
Botanische Tuinen Universiteit Wageningen Generaal Foulkesweg 37 (jardín principal) Dreijen, Wageningen, Gelderland-Güeldres 6703 BL Netherlands-Holanda.
Planos y vistas satelitales.51°57′57.24″N 5°41′41.28″E / 51.9659000, 5.6948000
El Jardín Botánico de la Universidad de Wageningen tiene como jardín botánico satélite y parte integrante al Arboretum Belmonte.

## Historia
A finales del siglo XIX se dieron los primeros pasos en la construcción de edificios para la entonces "Escuela Superior Nacional de Horticultura y Agricultura" y la "Escuela Forestal de la superficie agrícola de Breijen". Bree es un topónimo histórico común para el complejo de las tierras agrícolas con parcelas largas y estrechas. Este nombre más tarde degeneró a Dreijen. 
En el lado norte de la Rijksstraatweg se encontraba un edificio con un reloj, este fue comprado cuando en el lado sur fue construida "Villa Hinkeloord". Cuando se construye la villa con el reloj también fue creado el "Arboretum Dreijen". 
Alrededor de 1920, se decidió desarrollar el área del campus para la entonces joven Universidad Agrícola de Wageningen, fueron añadidos terrenos al sur de la Rijksstraatweg por el arquitecto Cornelis Jouke Blaauw que construyó algunos edificios. Así en el lado norte se encontraban antes de la Segunda Guerra Mundial, los edificios de las avenidas "Arboretumlaan" y "Generaal Foulkesweg", mientras que construyó un tercer edificio en "Ritzema Bosweg". 
A partir del año 2000, se desarrollaron planes para un nuevo campus de Wageningen en el lado norte de la ciudad, a lo largo de las avenidas "Mansholtlaan" a "Ede". En el 2009 en la zona del antiguo campus de Dreijen habían planificado construcción de viviendas y todas sus actividades, la universidad se trasladó al Campus Wageningen. 
En el verano de 2009 fueron demolidos los primeros edificios del Campus Dreijen , incluyendo el "Dreijenborch" previamente reconocido como conservable y el "Boshuis Ritzema".

## Colecciones
El jardín de la vieja escuela de la universidad se ha convertido en un Hortus especial. 
El Arboretum antiguo original se encuentra en la parte sureste: 'de Boshoek'.
Numerosas plantas y árboles raros se encuentran en Dreijen. Entre sus colecciones destacan:
- Plantas ornamentales,
- Parras,

Colecciones nacionales NPC de Apocynaceae, Araliaceae, Aster, Asteraceae, Astroloba, Buxaceae, Caprifoliaceae, Clematis (Ranunculaceae), Cornaceae, Desmodium, Dracena (Liliaceae), Fagaceae, Faucaria (Aizoaceae), Hedysarum, 
- Edificio 'Banana', donde hay una galería de fotos.
- Edificio del antiguo Centro Botánico, donde se adquiere la entrada de la 'Banana'.

El Arboretum y los edificios son accesibles para las organizaciones que participan en las actividades ecológicas de Dreije en general. Pero los residentes dentro y fuera de Wageningen son bienvenidos. 